# VT-3
Escadron d'entraînement 3
Le Training Squadron 3 (VT-3) ou TRARON THREE  est un escadron d'entraînement primaire du Naval Air Training Command de l'US Navy. Créé en 1960, il est basé actuellement à la Naval Air Station Whiting Field, en Floride. Il est l'un des six escadrons du Training Air Wing Five (TRAWING FIVE).

## Mission
La mission du VT-3 est de fournir une formation en vol primaire à des étudiants aviateurs sélectionnés de la Marine américaine, du Corps des Marines, de la Garde côtière et de plusieurs nations alliées.
Le programme de formation du VT-3 consiste en environ 75 heures de temps de vol d'instruction dans l'avion T-6B Texan II et 50 heures dans un simulateur de vol. Pendant ce temps, chaque étudiant est parfaitement formé au contact, aux instruments de base, à la voltige de précision, aux instruments radio, à la formation et aux étapes de navigation de jour et de nuit de la formation en vol.
L'escadron d'entraînement diplôme environ 225 étudiants chaque année.

## Historique

### Origine
Le premier escadron à porter le nom de Training Squadron Three a été créé le 15 février 1943, une semaine après le début des raids aériens massifs contre Bougainville et Rabaul aux Îles Salomon et a été dissout en 1947.

### Service
Le 1er mai 1960 le VT-3 a été reformé au NAS South Whiting Field, pilotant le T-28 "Trojan"".

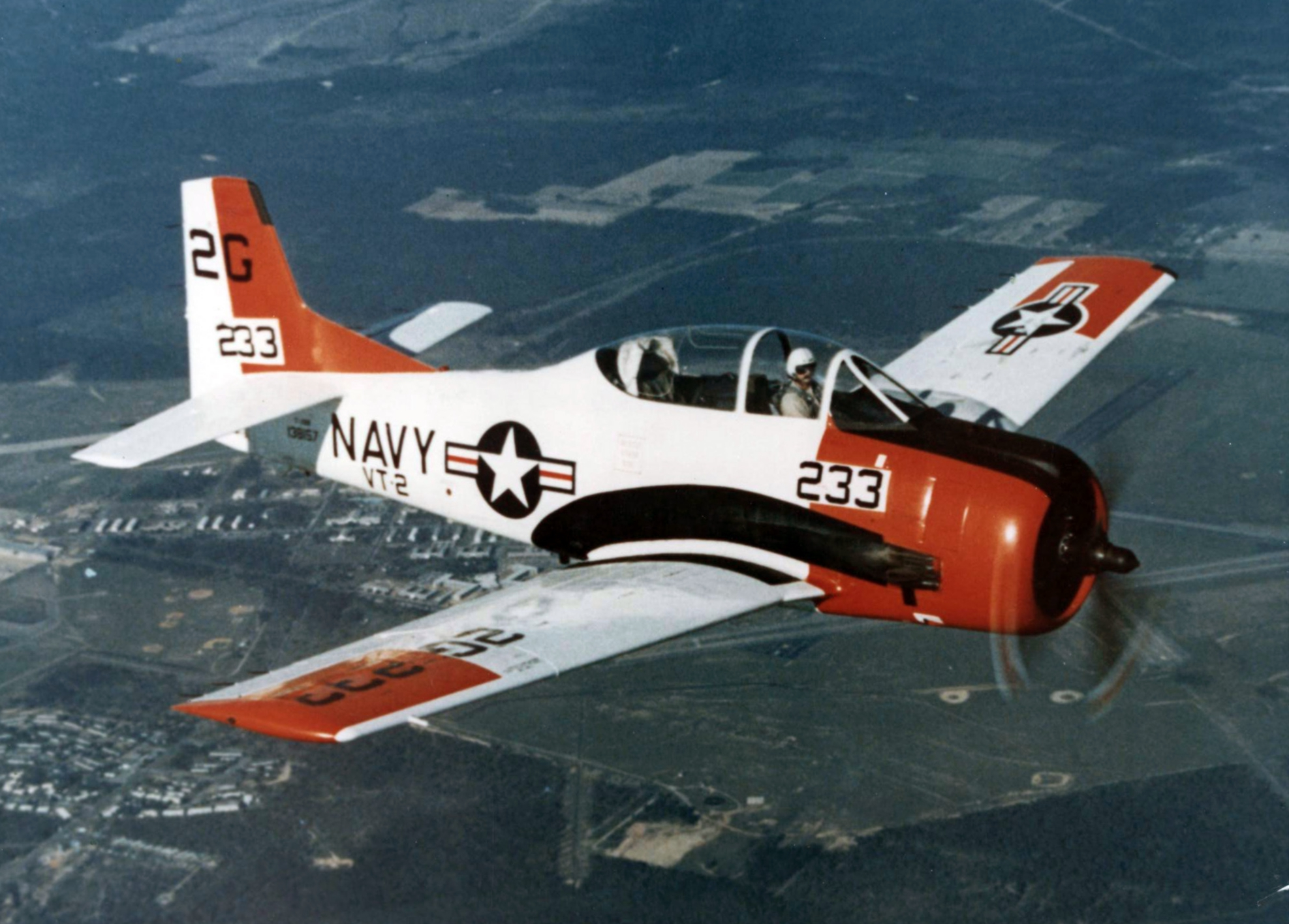
T-28 Trojan du VT-2 en 1973

En 1968, durant la guerre du Vietnam, le VT-3 se composait de 174 pilotes instructeurs, 494 élèves-pilotes, 649 membres enrôlés et 162 avions T-28. À la fin de 1968, le VT-3 avait effectué près de 110.000 heures d'enseignement et formé 902 étudiants en formation de base. Ces chiffres représentent le record de tout escadron d'entraînement dans l'histoire du Naval Air Training Command. Avec la fin de la guerre du Vietnam, le VT-3, comme la plupart des autres commandements militaires, a commencé à réduire ses effectifs.
En 1973, le VT-3 a rejoint le VT-2 au NAS South Whiting Field, rejoignant les nouveaux escadrons d'entraînement d'hélicoptères. En 1977, il a effectué sa transition sur le T-34C "Turbomentor".
Dans les années 2000, le VT-3 été chargé d'être le premier escadron d'entraînement de la Marine à piloter le nouvel avion d'entraînement conjoint des pilotes primaires, le T-6B "Texan II" étant plus rapide, plus solide et plus efficace que le T-34C.

## Galerie
|                                               |
| Hangar des T-6B Texan II au NAS Whiting Field |

|                                                    |
| Trois T-6B texan II en vol du Traing Air Wing Five |